# Illa de Jackson
L'illa de Jackson (en rus: Остров Джексона) és una illa de la Terra de Francesc Josep, Rússia, dins el subgrup de la Terra de Zichy.
L'illa fa uns 40 km de llargada per 30 d'amplada. La seva superfície és de 510 km² i el seu punt més elevat s'eleva fins als 481 msnm. La badia DeLong, a la part septentrional de l'illa, en honor de l'explorador àrtic George Washington DeLong, separa l'illa en dues penínsules gairebé iguals.
L'illa fou nomenada per Fridtjof Nansen en honor de l'explorador àrtic Frederick Jackson que va visitar, descobrir i anomenar diverses illes de l'arxipèlag entre 1894 i 1897. Fridtjof Nansen i Hjalmar Johansen van hivernar al cap Noruega, a l'extrem sud de l'illa, després d'haver intentat arribar al pol Nord durant l'expedició de 1895-1896. Encara s'hi poden veure vestigis de la seva hivernada.